# Proton (software)
Proton è un layer di compatibilità per l'esecuzione di videogiochi nativi di Microsoft Windows su sistemi operativi basati su Linux, sviluppato da Valve e basato su Wine. Include diverse patch e librerie per migliorare le prestazioni e la compatibilità con i videogiochi nativi di Windows. È progettato per essere integrato nel client di Steam col nome di «Steam Play».

## Storia
Proton è stato pubblicato inizialmente il 21 agosto 2018. Valve aveva inizialmente annunciato una lista di 27 titoli che erano stati testati e certificati di essere prestanti come le loro controparti native di Microsoft Windows senza bisogno di modifiche da parte dell'utente. Tra questi erano inclusi Doom, Quake e Final Fantasy VI.